# Voetbal op de Middellandse Zeespelen 1959
Voetbal is een van de sporten die beoefend werden tijdens de Middellandse Zeespelen 1959 in Beiroet, Libanon. Er was enkel een mannentoernooi. De wedstrijden werden gespeeld van 13 tot en met 23 oktober 1959. Alle teams bekampten elkaar tweemaal.

## Uitslagen
| Team    | Wed. | W | G | V | DV | DT | DS  | Ptn. |
| ------- | ---- | - | - | - | -- | -- | --- | ---- |
| Italië  | 4    | 3 | 1 | 0 | 10 | 2  | +8  | 7    |
| Turkije | 4    | 2 | 1 | 1 | 7  | 4  | +3  | 5    |
| Libanon | 4    | 0 | 0 | 4 | 1  | 12 | -11 | 0    |

|                 |         |       |        |                       |
| 13 oktober 1959 | Libanon | 0 - 2 | Italië | Stade Camille Chamoun |
| 13 oktober 1959 |         |       |        | Stade Camille Chamoun |

|                 |         |       |         |                       |
| 14 oktober 1959 | Turkije | 3 - 0 | Libanon | Stade Camille Chamoun |
| 14 oktober 1959 |         |       |         | Stade Camille Chamoun |

|                 |        |       |         |                       |
| 16 oktober 1959 | Italië | 1 - 1 | Turkije | Stade Camille Chamoun |
| 16 oktober 1959 |        |       |         | Stade Camille Chamoun |

|                 |         |       |        |                       |
| 18 oktober 1959 | Libanon | 0 - 5 | Italië | Stade Camille Chamoun |
| 18 oktober 1959 |         |       |        | Stade Camille Chamoun |

|                 |         |       |         |                       |
| 21 oktober 1959 | Turkije | 2 - 1 | Libanon | Stade Camille Chamoun |
| 21 oktober 1959 |         |       |         | Stade Camille Chamoun |

|                 |        |       |         |                       |
| 23 oktober 1959 | Italië | 2 - 1 | Turkije | Stade Camille Chamoun |
| 23 oktober 1959 |        |       |         | Stade Camille Chamoun |

## Medaillespiegel
| Plaats | Land    | Goud | Zilver | Brons | Totaal |
| 1      | Italië  | 1    | 0      | 0     | 1      |
| 2      | Turkije | 0    | 1      | 0     | 1      |
| 3      | Libanon | 0    | 0      | 1     | 1      |
| Totaal | Totaal  | 1    | 1      | 1     | 3      |

1951 · 1955 · 1959 · 1963 · 1967 · 1971 · 1975 · 1979 · 1983 · 1987 · 1991 · 1993 · 1997 · 2001 · 2005 · 2009 · 2013 · 2018 · 2022
Atletiek · Basketbal · Boksen · Gewichtheffen · Gymnastiek · Paardensport · Schermen · Schietsport · Schoonspringen · Voetbal · Volleybal · Waterpolo · Wielersport · Worstelen · Zeilen · Zwemmen